# Guichenotia alba
Guichenotia alba là một loài thực vật có hoa trong họ Cẩm quỳ. Loài này được Keighery mô tả khoa học đầu tiên năm 1992.